# Resolutie 429 Veiligheidsraad Verenigde Naties
Resolutie 429 van de Veiligheidsraad van de Verenigde Naties werd met veertien stemmen voor en geen tegen aangenomen op 31 mei 1978.
China nam niet deel aan de stemming. De resolutie verlengde de UNDOF-waarnemingsmacht in de Golanhoogten met een half jaar.

## Achtergrond
Volgend op de Jom Kipoeroorlog in 1973 kwamen Israël en Syrië overeen de wapens neer te leggen. Hierop werd vervolgens toegezien door een VN-waarnemingsmacht. Tijdens de oorlog bezette Israël de Golanhoogten, die het in 1981 annexeerde.

## Inhoud
De Veiligheidsraad:
- Heeft het rapport van secretaris-generaal Kurt Waldheim over de VN-waarnemingsmacht overwogen.
- Bemerkt de inspanningen om duurzame vrede te bereiken in het Midden-Oosten.
- Is bezorgd over de spanningen in de regio.
- Beslist:
a. De partijen op te roepen onmiddellijk resolutie 338 uit te voeren.
b. Het mandaat van de waarnemingsmacht met zes maanden, tot 30 november 1978, te verlengen.
c. De secretaris-generaal tegen die tijd om een rapport te vragen over de ontwikkelingen en de genomen maatregelen om resolutie 338 uit te voeren.

## Verwante resoluties
- Resolutie 426 Veiligheidsraad Verenigde Naties
- Resolutie 427 Veiligheidsraad Verenigde Naties
- Resolutie 434 Veiligheidsraad Verenigde Naties
- Resolutie 436 Veiligheidsraad Verenigde Naties

Lijst ·  423 ·  424 ·  425 ·  426 ·  427 ·  428 ·  429 ·  430 ·  431 ·  432 ·  433 ·  434 ·  435 ·  436 ·  437 ·  438 ·  439 ·  440 ·  441 ·  442 ·  443